# 多牙擬麗脂鯉
多牙擬麗脂鯉，為輻鰭魚綱脂鯉目脂鯉亞目脂鯉科的其中一個種，為熱帶淡水魚，分布於南美洲马代拉河上游流域，體長可達14公分，棲息在底中層水域，生活習性不明。